# Municipio de Homan
El municipio de Homan (en inglés: Homan Township) es un municipio ubicado en el condado de Miller en el estado estadounidense de Arkansas. En el año 2010 tenía una población de 144 habitantes y una densidad poblacional de 1,07 personas por km².

## Geografía
El municipio de Homan se encuentra ubicado en las coordenadas 33°32′40″N 93°51′34″O / 33.54444, -93.85944. Según la Oficina del Censo de los Estados Unidos, el municipio tiene una superficie total de 134.03 km², de la cual 130,28 km² corresponden a tierra firme y (2,8 %) 3,76 km² es agua.

## Demografía
Según el censo de 2010, había 144 personas residiendo en el municipio de Homan. La densidad de población era de 1,07 hab./km². De los 144 habitantes, el municipio de Homan estaba compuesto por el 93,06 % blancos, el 2,08 % eran afroamericanos, el 1,39 % eran asiáticos y el 3,47 % eran de una mezcla de razas. Del total de la población el 6,25 % eran hispanos o latinos de cualquier raza.